# Kirgizistans huvudliga (damvolleyboll)
Kirgizistans huvudliga är den högsta serien för klubblag i volleyboll i Kirgizistan.

## Resultat per år[1][2]
| År                   | Podium             | Podium         | Podium         |
| Mästare              | Tvåa               | Trea           |                |
| -------------------- | ------------------ | -------------- | -------------- |
| 2009 mer information | Salam-Alik Bishkek |                |                |
| 2010 mer information | Salam-Alik Bishkek |                | Dordoi Bishkek |
| 2011 mer information | Salam-Alik Bishkek |                | Dordoi Bishkek |
| 2012 mer information | Salam-Alik Bishkek | Dordoi Bishkek |                |
| 2013 mer information | Salam-Alik Bishkek | Dordoi Bishkek |                |
| 2014 mer information | Salam-Alik Bishkek | Dordoi Bishkek |                |
| 2015 mer information | Salam-Alik Bishkek | Dordoi Bishkek |                |
| 2016 mer information | Salam-Alik Bishkek | Dordoi Bishkek |                |
| 2017 mer information | Salam-Alik Bishkek | Dordoi Bishkek |                |
| 2018 mer information | Dordoi Bishkek     |                |                |
| 2019 mer information | Salam-Alik Bishkek | Dordoi Bishkek | Ular Bishkek   |
| 2020 mer information |                    |                | Dordoi Bishkek |
| 2021 mer information | Dordoi Bishkek     |                |                |
| 2022 mer information |                    | Dordoi Bishkek |                |